# Etna (Kalifornia)
Etna város az USA Kalifornia államában, Siskiyou megyében. Lakosainak száma 678 fő (2020. április 1.).

## Népesség
A település népességének változása:
| Lakosok száma | 361  | 737  | 678  |
|               | 1880 | 2010 | 2020 |